# اتفاقيات التنظيم القانوني (جبل لبنان)

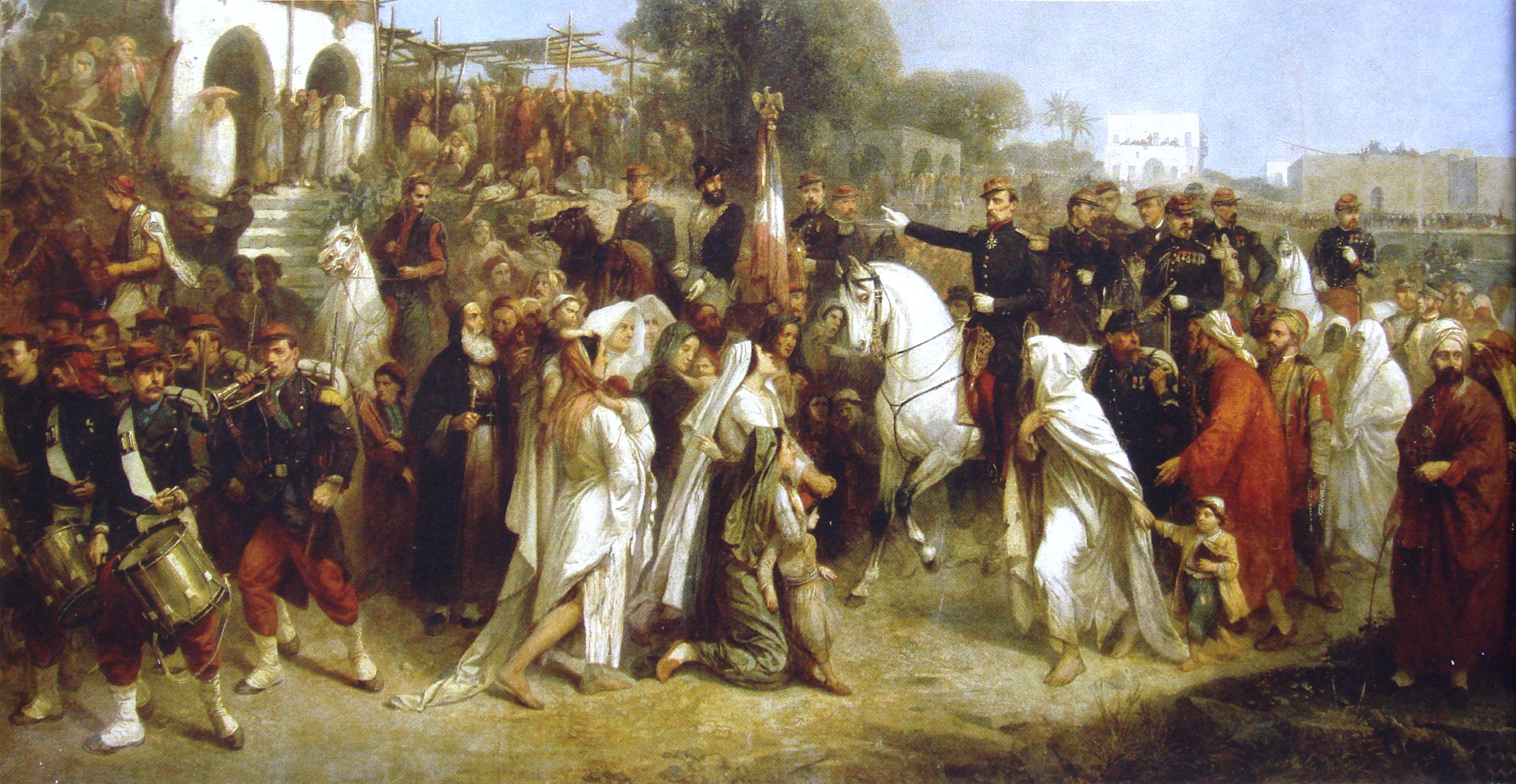

اتفاقيات التنظيم القانوني يطلق هذا المصطلح على مجموعة من الاتفاقيات الدولية كانت قد عقدت بين الأعوام 1860 و1864 بين الإمبراطورية العثمانية والقوى الأوروبية، وأدت إلى تاسيس متصرفية جبل لبنان.
أدى صراع العام 1860 في لبنان إلى تدخل فرنسا لوقف ذبح المواطنين المسيحيون بعد أن كانت القوات العثمانية تدعم القوات الإسلامية بشكل مباشر أو عن طريق نزع السلاح من القوات المسيحية. واستذكرت فرنسا بقيادة نابليون الثالث دورها القديم كحامية للمسيحيين في الإمبراطورية العثمانية التي تأسست في معاهدة في عام 1523. وبعد المذبحة والغضب الدولي، وافقت الإمبراطورية العثمانية في 3 آب عام 1860 على إرسال ما يصل إلى 12000 جندي أوروبي لإعادة النظام، وقد كانت منطقة سوريا آنذاك جزءًا من الإمبراطورية العثمانية. أصبح هذا الاتفاق رسميًا في تاريخ 5 سبتمبر عام 1860 مع النمسا وبريطانيا وفرنسا وبروسيا وروسيا. وكان على فرنسا تزويد نصف هذا العدد من الجنود، وتم توقيع الاتفاقية في باريس في 5 أيلول عام 1860.
ومن النتائج المهمة للحملة الفرنسية إنشاء متصرفية جبل لبنان، وترشيح السلطان لمحافظ أرمني مسيحي من القسطنطينية يدعى داود باشا في 9 حزيران عام1861. وجرت اتفاقية أخرى في نفس اليوم تسمى  بروتوكول بيوغلو تم توقيعها بين الإمبراطورية العثمانية والقوى الأوروبية في بك أوغلي-إسطنبول، ومنحت هذه الاتفاقية اعترافًا دوليًا. وتم تقديم البروتوكول في البداية لمدة ثلاث سنوات.
في شهر أيلول من العام 1864، تم توقيع اتفاقية أخرى أكدت الطابع الدائم للقانون وأدخلت تغييرات طفيفة عليه. تم تشكيل منطقة مارونية إضافية وتم إعادة تنظيم المجلس التابع للمحافظ ليتكون من 12 عضوًا، أربعة منهم من المارونية وثلاثة دروز وثلاثة من الأرثودكس اليونانيون وواحد من السنة وواحد من الشيعة. وظلت هذه الاتفاقية على هذا الشكل حتى العام 1914.

## اتفاق 5 أيلول عام 1860

### البنود
- البند 1: ستتوجه مجموعة من القوات الأوروبية والتي يمكن ان يصل قوامها إلى 12 ألف رجل إلى سوريا للمساعدة في استعادة السلام.
- البند 2: يوافق جلالة إمبراطور فرنسا على الفور على توفير نصف عدد القوات. وإذا أصبح من الضروري زيادة قوتها إلى العدد المنصوص عليه في المادة السابقة فإن الدول العليا ستوافق دون إبطاء مع البلاط العثماني في القسطنطينية ومن خلال القنوات الدبلوماسية العادية على تعيينهم.
- البند 3: وسيقوم قائد الحملة عند وصوله وبالتواصل مع المفوض الخاص للبلاط العثماني بجميع الخطوات التي تتطلبها الظروف وتعيين المناصب التي ستكون ضرورية لرعاية تحقيق هذا الأمر من هذا القانون.
- البند 4: يعد كل من صاحب الجلالة إمبراطور النمسا وإمبراطور فرنسا وملكة المملكة المتحدة لبريطانيا العظمى وأيرلندا وصاحب السمو الملكي ولي عهد بروسيا وصاحب الجلالة إمبراطور روسيا بتوفير بقوات بحرية كافية للمساهمة في نجاح الجهود المشتركة لاستعادة السلام على ساحل سوريا.
- البند 5: إن الأطراف السامية المتعاقدة على اقتناع بأن هذه المرة ستكون كافية لتحقيق هدف السلام الذي يرمون إليه، وقد حددت المدة لستة أشهر من احتلال القوات الأوروبية في سوريا.
- البند 6: يتعهد البلاط العثماني بتسهيل وصول التزويدات والأرزاق للقوات الأوروبية.
- البند 7: يتم التصديق على هذه الاتفاقية وابرامها في باريس في غضون خمسة أسابيع أو قبل ذلك إن أمكن.

### الموقعون
- إدوارد ثوفينل عن السلطة الفرنسية الثانية.
- ريتشارد فون مترنيخ، سفير الإمبراطورية النمساوية في فرنسا.
- هنري ويلسلي، السفير البريطاني في فرنسا.
- هاينريش السابع، الأمير ريوس من كوشتيتز، دبلوماسي في السفارة البروسية في فرنسا.
- بافل كيسيلوف، السفير الروسي في فرنسا.

## اتفاق 9 حزيران عام 1861

### الإعلان
سيتم إصدار مسودة المشروع بتاريخ 1 أيار عام1861 بعد أن تم إجراء تعديلات بالاتفاق المتبادل وإقرارها بصورتها النهائية على شكل فرمان من قبل جلالة السلطان، وتم رسميًا إبلاغ ممثلي القوى العظمى الخمس.
أفضت المادة الأولى إلى البيان التالي الذي أدلى به صاحب السمو عالي باشا وقبله الممثلون الخمسة: "سيتم اختيار محافظ مسيحي ليكون مسؤولاً عن إدارة لبنان، وسيتم اختياره من قِبل البلاط العثماني، وسترفع تقاريره مباشرةً. سيحظى المحافظ بلقب مشير ويقيم في دير القمر الذي سيكون تحت سلطته مباشرةً. مدة هذه السلطة ثلاث سنوات، ولكن يمكن تنحيته خلال تلك المدة، ولا يجوز للقضاء البت في عزله. وقبل ثلاث أشهر من انتهاء التفويض، سيعمل البلاط العثماني على تجهيز اتفاقية جديدة مع ممثلي القوى العظمى."
ومن المفهوم أيضًا أن السلطة الممنوحة من قِبل البلاط لتعيين الوكيل الإداري ستمنح بشكل دائم ما دام هناك سلطة، وليس لكل تعيين.
فيما يتعلق بالمادة العاشرة التي تتعلق بالمحاكمات بين الأشخاص المحميين من قبل قوة أجنبية من ناحية وسكان الجبل من ناحية أخرى، فقد تم الاتفاق على أن تقوم لجنة مشتركة في بيروت بالتحقق بهذا الأمر.
ومن أجل المحافظة على أمن وحرية الطريق من دمشق إلى بيروت، سينشئ البلاط العثماني حصن صغير على الطريق المذكور أعلاه حسبما يراه مناسبًا.
يحق للمحافظ نزع السلاح من جبل لبنان عندما تكون الظروف مواتية.

### الموقعون
- محمد أمين عالي باشا نيابة عن الإمبراطورية العثمانية.

· تشارلز، ماركيز دي لا فاليت، السفير الفرنسي في الإمبراطورية العثمانية.
· أنطون فون بروكش أوستن، سفير النمسا لدى الإمبراطورية العثمانية.
· هنري بولوير، السفير البريطاني في الإمبراطورية العثمانية.
· روبرت فون دير جولتز، سفير بروسيا لدى الإمبراطورية العثمانية.
· أليكسي لوبانوف روستوفسكي، السفير الروسي في الإمبراطورية العثمانية.

## مزيد من القراءة
- Recueil des traités de la Porte Ottomane avec les puissances étrangères depuis le premier traité conclu, en 1536, entre Suléyman I et François I, jusqu'à nos jours (1864)
- The European Concert in the Eastern Question